# 劉霞
劉 霞（りゅう か、1979年1月6日 - ）は中国青島市の女子柔道選手（78kg級）。アテネオリンピック柔道銀メダリスト。身長178cm。

## 概要
1992年に莱西市体育学校を卒業後ドイツに柔道留学した。その後中国代表メンバーに選出されると、最初は78kg超級で活躍していた。しかし、2004年に階級を78kg級に下げると、アジア選手権では中沢さえに敗れて2位だった。アテネオリンピックの決勝では阿武教子に袖釣込腰で敗れたものの銀メダルを獲得した。
その後も一定の成績を残したが、地元開催の北京オリンピックでは代表にはなれなかった。

## 主な戦績
78kg超級での戦績
- 2001年 - 青島国際　優勝
- 2001年 - 福岡国際　78kg超級　3位　無差別　3位
- 2002年 - フランス国際　3位
- 2002年 - ドイツ国際　優勝
- 2002年 - 青島国際　優勝
- 2002年 - 世界学生　78kg超級　2位　無差別　優勝
- 2003年 - ユニバーシアード　優勝
- 2003年 - 韓国国際　優勝
- 2003年 - 福岡国際　優勝
- 2003年 - 青島国際　優勝

78kg級での戦績
- 2004年 - アジア選手権　2位
- 2004年 - アテネオリンピック　2位
- 2004年 - 福岡国際　優勝
- 2006年 - ワールドカップ団体戦　3位
- 2006年 - 青島国際　優勝
- 2007年 - アジア選手権　優勝
- 2007年 - 世界団体　優勝
- 2008年 - ドイツ国際　優勝
- 2008年 - ワールドカップ・ワルシャワ　優勝
- 2008年 - 世界団体　3位